# 高津茂樹
高津茂樹（たかつ しげき、1937年 - ）は日本の歯科医師、開業医。日本歯科医療管理学会理事長、日本歯科医学会常任理事、元日本歯科医師会常務理事。

## 経歴
1963年日本大学歯学部卒業、1966年に開業、2004年より日本歯科医療管理学会理事長。

## 著作
- 高津茂樹、高田晴彦、東内公一、杉本真理『デンタル・コミュニケーション・ブックス 入れ歯とのつきあい方 毎日をさわやかに』わかば出版、1988年10月2日。ISBN 978-4898240007。
- 菅原徹、高橋正子 著、櫻井善忠、高津茂樹 編『ヒョーロン経営シリーズ 患者さんを迎えてから見送るまで 歯科医院 接遇・応対』ヒョーロン、1991年5月15日。
- 高津, 茂樹、植木, 清直、大野, 粛英 編『診療室が変わる本 すぐに役立つアイデア100』クインテッセンス出版、1993年10月10日。ISBN 978-4-87417-422-7。
- 高津, 茂樹、植木, 清直、大野, 粛英 ほか 編『スタッフが変わる本 第1巻 スタッフの本音を知ってあなたも変わろう』クインテッセンス出版、1997年5月10日。ISBN 978-4-87417-547-7。
- 高津, 茂樹、植木, 清直、大野, 粛英 ほか 編『スタッフが変わる本 第2巻 小規模医院でスタッフが育つ』クインテッセンス出版、1999年2月10日。ISBN 978-4-87417-611-5。
- 高津茂樹、植木清直、橋本佳潤、伊東昌俊、高田晴彦、片山繁樹、近藤いさお、中山博子 著、高津茂樹、橋本佳潤 編『経営を安定させる歯科チーム医療 スタッフの能力開発は職能給から』クインテッセンス出版、2000年11月10日。ISBN 978-4-87417-661-0。
- 高津茂樹『歯科医院での対人コミュニケーション 自己評価できる決定的瞬間80』クインテッセンス出版、2002年10月10日。ISBN 978-4-87417-739-6。
- 日本歯科医療管理学会歯科医療機能評価検討委員会 編『今すぐできる歯科医療機能評価 7領域からセルフチェック』監修 高津茂樹、橋本佳潤、クインテッセンス出版、2004年5月10日。ISBN 978-4-87417-805-8。
- 高津茂樹 他 著、浦口, 昌秀、遊佐, 典子; 品田, 和美 ほか 編『月刊「デンタルハイジーン」別冊 これだけは身につけたい 診療室のベーシックワーク』医歯薬出版、2004年5月20日。
- 高津, 茂樹、尾﨑, 哲則、橋本, 佳潤 ほか 編『これだけは押さえておきたい歯科医院経営に必要なコンプライアンス31』ヒョーロン・パブリッシャーズ、2007年3月6日。ISBN 978-4930881809。
- 梅村, 長生、小塩, 裕、高津, 茂樹 ほか 編『見てわかる 患者選択時代の歯科医院経営』医歯薬出版、2010年7月1日。ISBN 978-4-263-44318-7。

## 所属団体
- 日本歯科医学会 常任理事[2]
- 日本歯科医師会 元常任理事
- 日本歯科医療管理学会理事長 [1]
- 医療の質・安全学会 評議員[5]